# Sparkasse Bad Neustadt a. d. Saale
Die Sparkasse Bad Neustadt a. d. Saale ist ein öffentlich-rechtliches Kreditinstitut mit Sitz in Bad Neustadt an der Saale in Bayern. Ihr Geschäftsgebiet ist der Landkreis Rhön-Grabfeld.

## Organisationsstruktur
Die Sparkasse Bad Neustadt a.d. Saale ist eine Anstalt des öffentlichen Rechts. Träger ist der „Zweckverband Sparkasse Bad Neustadt a. d. Saale“, an dem der Landkreis Rhön-Grabfeld (93,33 %) und die Stadt Ostheim vor der Rhön (6,67 %) beteiligt sind.
Rechtsgrundlagen sind das Sparkassengesetz, die bayerische Sparkassenordnung und die durch den Träger der Sparkasse erlassene Satzung. Organe der Sparkasse sind der Vorstand und der Verwaltungsrat.

## Geschäftsausrichtung
Die Sparkasse Bad Neustadt a.d. Saale betreibt als Sparkasse das Universalbankgeschäft. Die Sparkasse Bad Neustadt a. d. Saale wies im Geschäftsjahr 2023 eine Bilanzsumme von 1,579 Mrd. Euro aus und verfügte über Kundeneinlagen von 1,202 Mrd. Euro. Gemäß der Sparkassenrangliste 2023 liegt sie nach Bilanzsumme auf Rang 273. Sie unterhält 14 Filialen/Selbstbedienungsstandorte und beschäftigt 265 Mitarbeiter.

## Sparkassen-Finanzgruppe
Die Sparkasse Bad Neustadt a.d. Saale ist Teil der Sparkassen-Finanzgruppe. Die Sparkasse vertreibt daher z. B. Bausparverträge der LBS, offene Investmentfonds der Deka und vermittelt Versicherungen der Versicherungskammer Bayern. Die Funktion der Sparkassenzentralbank nimmt die Bayerische Landesbank wahr.